# Diníctids
Els diníctids (Dinichthyidae) són una família extinta de peixos placoderms que foren molt diversos durant el període Devonià. Es caracteritzaven principalment pels seus caps cuirassats i per ser carnívors. El més conegut era Dinichthys.

## Gèneres
- Bruntonichthys
- Bullerichthys
- Dinichthys
- Eastmanosteus
- Gorgonichthys
- Hadrosteus
- Heintzichthys - inclou Stenognathus
- Holdenius
- Hussakofia - inclou Brachygnathus
- Kianyousteus
- Squamatognathus